# راهکار سیستم عامل Bharat
راه‌حل‌های سیستم‌عامل بهارات یا راهکار سیستم عامل Bharat (به انگلیسی: Bharat Operating System Solutions) (مخفف انگلیسی: BOSS) یک توزیع لینوکسی هندی برپایه دبیان است که آخرین نسخه پایدار آن ۱۰.۰ می‌باشد که در اسفند ۱۴۰۲ (به انگلیسی: March 2024) منتشر شد.